# Đệ Nhất Cộng hòa Venezuela
Đệ Nhất Cộng Hòa của Venezuela (tiếng Tây Ban Nha: Primera República de Venezuela) là chính phủ độc lập đầu tiên của Venezuela, kéo dài từ ngày 5 tháng 7 năm 1811, đến tháng 25, năm 1812. Thời kỳ Đệ Nhất Cộng Hòa bắt đầu với việc lật đổ chính quyền thực dân Tây Ban Nha và thành lập Junta Suprema de Caracas vào ngày 19 tháng 4 năm 1810, khởi xướng chiến tranh độc lập Venezuela, và kết thúc với sự đầu hàng của các lực lượng cộng hòa cho Thuyền trưởng Domingo de Monteverde của Tây Ban Nha. Đại hội Venezuela tuyên bố độc lập của quốc gia này vào ngày 5 tháng 7 năm 1811, và sau đó đã viết hiến pháp cho nó. Khi làm như vậy, Venezuela là đáng chú ý vì là quốc gia đầu tiên trong thuộc địa Tây Ban Nha tại châu Mỹ tuyên bố độc lập.

## Lịch sử

### Tiền tố
Một số sự kiện châu Âu đã đặt nền tảng cho tuyên bố độc lập của Venezuela. Các cuộc chiến tranh Napoléon ở châu Âu không chỉ làm suy yếu quyền lực hoàng gia của Tây Ban Nha, mà còn đưa Anh không chính thức về phía phong trào độc lập. Vào tháng 5 năm 1808, Napoléon đã yêu cầu và nhận được sự thoái vị của Ferdinand VII và xác nhận sự thoái vị của cha mình là Charles IV vài tháng trước đó. Napoléon sau đó đã làm cho anh trai của ông Joseph Bonaparte, vua của Tây Ban Nha. Điều đó đánh dấu sự khởi đầu Chiến tranh Độc lập của Tây Ban Nha từ quyền bá chủ và chiếm đóng một phần của Pháp, trước khi cuộc chiến tranh giành độc lập của người Mỹ gốc Tây Ban Nha thậm chí bắt đầu. Trọng tâm của kháng chiến chính trị Tây Ban Nha là Trung tâm Junta tối cao, được thành lập để quản lý trong tên của Ferdinand, và quản lý để có được sự trung thành của nhiều trung tâm thành phố tỉnh và thành phố đã hình thành trên khắp Tây Ban Nha trong sự trỗi dậy của cuộc xâm lược của Pháp. Tương tự như vậy, ở Venezuela trong thời gian 1809 và 1810 đã có nhiều nỗ lực khác nhau trong việc thiết lập một junta, trong đó có hình thức của cả hai yêu cầu pháp lý, công khai cho Tổng Captain và bí mật lô để depose các cơ quan chức năng. [1] Thất bại lớn đầu tiên mà Napoléonic Pháp chịu đựng là tại Trận Bailén, ở Andalusia. (Tại trận chiến này, Pablo Morillo, chỉ huy tương lai của quân đội xâm chiếm New Granada và Venezuela, Emeterio Ureña, một sĩ quan chống độc lập ở Venezuela, và José de San Martín, giải phóng tương lai của Argentina và Chile, chiến đấu sát cánh với tướng Pháp Pierre Dupont.) Bất chấp chiến thắng này, tình hình sớm đảo ngược và người Pháp tiến vào miền nam Tây Ban Nha và chính phủ Tây Ban Nha phải rút lui về đảo cá nhân của Cádiz. Tại Cádiz, Junta Trung ương Tối cao giải thể chính nó và thành lập một Regency năm người để xử lý công việc của tiểu bang cho đến khi Tổng thống Cortes có thể được triệu tập.

### Thành lập

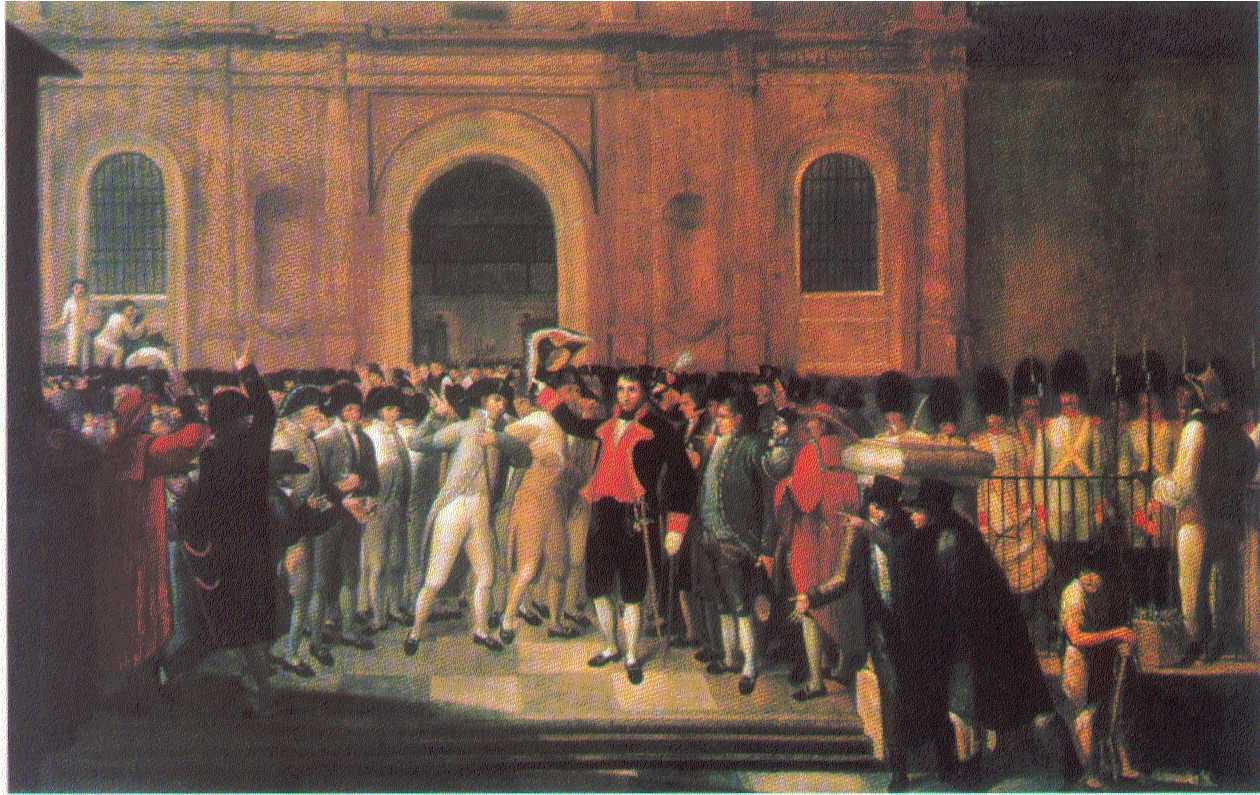
19 de Abril. Juan Lovera (1835). Lovera đã vẽ cảnh này từ ký ức. Emparán (bộ đồng phục màu đen với ve áo màu đỏ) trên các bậc thềm của Nhà thờ được bao quanh bởi những thành viên nổi bật của đám đông dẫn anh đến Cabildo. (Palacio Federal Legislativo, Caracas).

Vào ngày 18 tháng 4 năm 1810, các đặc vụ của Phái đoàn Tây Ban Nha đến thành phố Caracas. Sau sự xáo trộn chính trị đáng kể, giới quý tộc địa phương đã công bố một buổi điều trần mở bất thường của Cabildo (hội đồng thành phố), được tổ chức vào sáng ngày 19 tháng 4, Maundy Thursday. Vào ngày đó, một chính quyền thành phố mở rộng của Caracas nắm quyền trong tên của Ferdinand VII, tự gọi mình là Junta tối cao để bảo tồn quyền của Ferdinand VII (La Suprema Junta Conservadora de los Derechos de Fernando VII) và do đó bị lật đổ Đại úy Vicente Emparán và các quan chức thuộc địa khác.
Điều này khởi xướng một quá trình có thể dẫn đến một tuyên bố độc lập từ Tây Ban Nha. Ngay sau ngày 19 tháng 4, nhiều tỉnh khác của Venezuela cũng đã thành lập các hội nghị thượng đỉnh, hầu hết trong số đó đã công nhận một chiếc Caracas (mặc dù một số ít được công nhận cả Regency ở Tây Ban Nha và Junta ở Caracas). Tuy nhiên, các khu vực khác chưa bao giờ thành lập hội đồng quản trị, mà đúng hơn là giữ các cơ quan chức năng của họ và tiếp tục công nhận chính phủ ở Tây Ban Nha. Tình trạng này do đó dẫn đến một cuộc nội chiến giữa những người Venezuela ủng hộ các cuộc tập trận tự trị mới và những người vẫn trung thành với Vương quốc Tây Ban Nha. Caracas Junta kêu gọi hội nghị của một đại hội các tỉnh Venezuela bắt đầu họp vào tháng 3 năm sau, lúc đó người Junta tự giải tán. Quốc hội thành lập một triumvirate để xử lý các chức năng điều hành của công đoàn.
Một thời gian ngắn sau khi các hội đồng thành lập được thiết lập, Francisco de Miranda của Venezuela đã trở về quê hương để tận dụng khí hậu chính trị đang thay đổi nhanh chóng. Ông đã là một người không phải grata kể từ khi ông thất bại trong việc giải phóng Venezuela vào năm 1806. Miranda được bầu vào Quốc hội và bắt đầu kích động độc lập, tập hợp xung quanh ông một nhóm những người có cùng tư tưởng, thành lập một hiệp hội, được mô hình hóa trên Câu lạc bộ Jacobin, để gây áp lực cho Quốc hội. Độc lập được chính thức tuyên bố ngày 5 tháng 7 năm 1811. [2] Quốc hội thành lập Liên minhđược gọi là Liên đoàn Venezuela của Venezuela trong Tuyên ngôn Độc lập, được gọi là các nước Venezuela (trong bản mở đầu) và sau đó là Hoa Kỳ của Venezuela và Liên bang Venezuela trong Hiến pháp, chủ yếu là do luật sư Juan Germán Roscio, được phê chuẩn vào ngày 21 tháng 12 năm 1811. Hiến pháp đã tạo ra một cơ quan lập pháp lưỡng viện mạnh mẽ và, cũng như đã xảy ra ở New Granada láng giềng, Quốc hội giữ chức vụ điều hành yếu bao gồm một cuộc chiến. [3] Chính phủ này không có hiệu lực lâu dài, vì các tỉnh (được gọi là các bang trong Hiến pháp) đã không thực hiện đầy đủ. [4] Các tỉnh cũng đã viết hiến pháp của mình, một quyền mà Quốc hội công nhận.

### Nội chiến và tan rã
Mặc dù Quốc hội tuyên bố độc lập, các tỉnh Maracaibo và Guayana và quận Coro vẫn trung thành với Junta Trung ương Tây Ban Nha của Tây Ban Nha và Cádiz Cortes theo sau nó. Liên bang mới tuyên bố quyền cai trị lãnh thổ của cựu thuyền trưởng, và khu vực này rơi vào cuộc nội chiến đầy đủ vào năm 1810 với cuộc chiến bùng nổ giữa các khu vực hoàng gia và cộng hòa. Một cuộc thám hiểm quân sự từ Caracas để đưa Coro trở lại dưới sự kiểm soát của nó, đã bị đánh bại vào tháng 11. Các Caracas Junta, mà tiếp tục cai trị Caracas Province, không có nhiều quyền lực trong Liên bang mới được tuyên bố, và đã có một thời gian khó nhận được nguồn cung cấp và quân tiếp viện từ các tỉnh liên minh khác. Liên đoàn được dẫn dắt bởi criollos, nhưng không thể kháng cáo các tầng lớp thấp hơn, bất chấp những nỗ lực làm như vậy, vì tình hình kinh tế suy giảm. Cắt giảm từ Tây Ban Nha, Venezuela mất thị trường xuất khẩu chính, ca cao. Kết quả là Venezuela đã trải qua những tổn thất nghiêm trọng của các chuyên gia, sử dụng nó để mua nhiều vật tư cần thiết từ các đối tác thương mại mới của mình, như người Anh và người Mỹ, không thể lấy toàn bộ sản phẩm nông nghiệp để thanh toán. Chính phủ liên bang đã sử dụng để in tiền giấy để thanh toán các khoản nợ của mình với người Venezuela, nhưng tiền giấy nhanh chóng mất giá trị, khiến nhiều người phải đối mặt với chính phủ.
Năm 1812 Liên bang bắt đầu bị đảo ngược quân sự nghiêm trọng, và chính phủ đã cấp lệnh Miranda cho quân đội và lãnh đạo Liên bang. Một trận động đất mạnh đã tấn công Venezuela vào ngày 26 tháng 3 năm 1812, cũng là một ngày thứ Năm của Maundy, và gây thiệt hại chủ yếu ở các khu vực cộng hòa, cũng giúp biến dân số chống lại Cộng hòa. Kể từ đó, Caracas Junta đã được thành lập vào ngày thứ Năm của Maundy, trận động đất rơi vào kỷ niệm thứ hai của nó trong lịch phụng vụ. Điều này đã được nhiều người hiểu là một dấu hiệu từ Providence, và nhiều người, kể cả những người trong quân đội Cộng hòa, bắt đầu bí mật âm mưu chống lại Cộng hòa hoặc khiếm khuyết hoàn toàn. [5] [6] [7]Các tỉnh khác từ chối gửi quân tiếp viện đến Caracas. Tệ hơn nữa, toàn bộ các tỉnh bắt đầu chuyển đổi. Vào ngày 4 tháng 7, một cuộc nổi dậy đã đưa Barcelona về phía hoàng gia. Gần Cumaná, giờ đã bị cắt khỏi trung tâm đảng Cộng hòa, từ chối nhận ra quyền hạn độc tài của Miranda và việc bổ nhiệm một vị tướng chỉ huy. Vào giữa tháng nhiều khu vực xa xôi của tỉnh Cumaná cũng đã đào thoát cho các hoàng gia.
Lợi dụng những tình huống này, một thuyền trưởng hải quân Tây Ban Nha, Domingo Monteverde, có trụ sở tại Coro, đã có thể biến một lực lượng nhỏ dưới sự chỉ huy của mình thành một đội quân lớn, khi mọi người cùng anh tiến về Valencia. Miranda chỉ còn lại một khu vực nhỏ ở miền trung Venezuela. [8] Trong những trường hợp nghiêm trọng này, chính phủ cộng hòa đã bổ nhiệm Miranda generalissimo, với quyền hạn chính trị rộng lớn. Vào giữa tháng 7 Monteverde đã chiếm Valencia, và Miranda nghĩ tình hình là vô vọng và bắt đầu đàm phán với Monteverde. Vào ngày 25 tháng 7 năm 1812 Miranda và Monteverde đã hoàn thành một khoản đầu tưtrong đó các khu vực cộng hòa cũ sẽ nhận ra các Cortes Tây Ban Nha. Cộng hòa đầu tiên đã kết thúc. Lực lượng của Monteverde vào Caracas vào ngày 1 tháng Tám.